# 葛尙功
葛尙功（？年—？年），字季超，江蘇上海縣人，畢業於山西西學專齋鑛科，宣統三年進士。

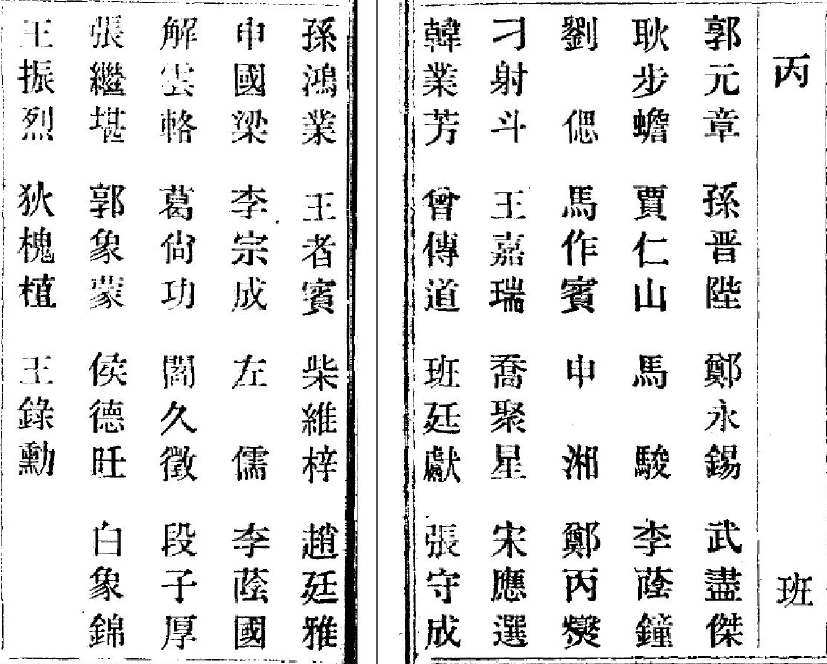
西學專齋丙班生

## 生平
- 光緒三十二年六月，學部複試晉省西學專齋第二期畢業學生，列中等，准作舉人[3]。
- 宣統三年三月，學部會考山西西學專齋畢業學生，得63.15分，列中等[4]。
- 宣統三年四月丁酉引見，賞給進士出身[5]。
- 宣統三年六月，就職知縣掣簽，簽分安徽[6]。
- 民國18年12月26日，任軍政部軍需署第一被服廠技正